# Milleluci
milleluci（ミッレルーチ）は、声優もされている女性ボーカルの氷青、劇楽などで楽曲提供されているキーボード＆プログラミングの松本俊行、DJもされているドラム＆プログラミングの松本浩一（Urban Danceのメンバーとしても再結成活動中）のトリオ編成のバンド。2009年から活動中。2016年よりバンド名を「千のアカシ」に変更。

## 概要
- 昭和の古き良き歌謡曲やフォークをベースにした音楽に、アナログシンセやメロトロンの使用や、哀愁を帯びた唄メロなどの1970年代のプログレなエッセンスをサウンドに取り入れ、歌詞にも昭和の歌謡曲やフォークがふんだんに盛り込まれ、融合したところに千のアカシの音楽が形成されている。
- バンドの名称「千のアカシ」は、旧バンド名であったイタリア語の「milleluci」の意味する、千の光、千の輝き、から由来している。アカシとは「灯」「証」のダブルミーニングとされる。
- 公式ファーストアルバムの『うつろひ』には、milleluci時代からのレパートリーも収録されているが、アレンジは少しの見直しと、ドラムやヴォーカルは再レコーディングされている。収録楽曲「陶器まつり、五条坂」は松本浩一の幼年期の実体験を元に作詞され、昭和40年台前半の陶器まつりの状況や思い出が描かれている。2016年、陶器まつりの公式曲として認定されている。それに伴い、毎年陶器まつり期間中に、若宮八幡宮社において、観覧無料の「陶器まつりライブ」が開催されている。

## ディスコグラフィ

### 配信シングル
|     | 発売日        | タイトル                | 備考 |
| --- | ------------- | ----------------------- | ---- |
| 1st | 2022年1月14日 | 懲りない女/欲しいものは |      |

### アルバム
| 枚         | 発売日        | タイトル              | 規格品番  | レーベル             |
| milleluci  | milleluci     | milleluci             | milleluci | milleluci            |
| ---------- | ------------- | --------------------- | --------- | -------------------- |
| 1st        | 2009年        | official bootleg demo | LUCI-001  |                      |
| 千のアカシ |               |                       |           |                      |
| 1st        | 2016年8月10日 | うつろひ              | BZCS-1144 | ベルウッド・レコード |

## 出演

### 主催ライブイベント
| 回数 | 公演年 | タイトル                                 | 公演日・会場                         | 共演者・バンド         |
| ---- | ------ | ---------------------------------------- | ------------------------------------ | ---------------------- |
| 1st  | 2012年 | milleluci presents 旋律と言葉（第一章）  | 全1公演：12月28日、渋谷ラストワルツ  |                        |
| 2nd  | 2013年 | milleluci presents 旋律と言葉〜第二章〜  | 全1公演：3月30日、渋谷ラストワルツ   |                        |
| 3rd  | 2017年 | 千のアカシ presents 旋律と言葉〜第三章〜 | 全1公演：7月16日、高円寺 U.F.O.CLUB  | タクシー・サウダージ   |
| 4th  | 2017年 | 千のアカシ presents 旋律と言葉〜第四章〜 | 全1公演：11月23日、高円寺 U.F.O.CLUB | YO-EN, エロヒム        |
| 5th  | 2018年 | 千のアカシ presents 旋律と言葉〜第五章〜 | 全1公演：3月25日、高円寺 U.F.O.CLUB  | YO-EN, ロミハリマリー  |
| 6th  | 2018年 | 千のアカシ presents 旋律と言葉〜第六章〜 | 全1公演：7月28日、高円寺 U.F.O.CLUB  | YO-EN, サロメの唇      |
| 7th  | 2019年 | 千のアカシ presents 旋律と言葉〜第七章〜 | 全1公演：5月24日、高円寺 U.F.O.CLUB  | 村男と不愉快な仲間たち |

### ライブイベント
| 公演年 | 形態       | タイトル                                               | 公演日・会場                               |
| ------ | ---------- | ------------------------------------------------------ | ------------------------------------------ |
| 2009年 | ゲスト出演 | =Dessert MUSIC.=christmas moon                         | 全1公演：12月9日、                         |
| 2010年 | ゲスト出演 | DIVA Lounge                                            | 全1公演：2月25日、渋谷Under Deer Lounge    |
| 2010年 | ゲスト出演 | asobigocoro.net＋SUN FACE Produce live〜First Memory〜 | 全1公演：5月28日、新宿SUNFACE              |
| 2010年 | ゲスト出演 | 〜ノスタルジック・メロディ〜                           | 全1公演：8月8日、新宿SUNFACE               |
| 2010年 | 合同ライブ | milleluci＋Twinkle☆Spirit JOINT LIVE 2010              | 全1公演：11月28日、Studio Cube 326         |
| 2011年 | ゲスト出演 | asobigocoro.net Produce live〜MOTHER OF LOVE〜         | 全1公演：4月17日、新宿SUNFACE              |
| 2016年 | 合同ライブ | 京都五条坂・陶器まつりライブ                           | 全1公演：8月7日、若宮八幡宮社              |
| 2016年 | 合同ライブ | コモエスタ劇場第一話「天使の恍惚」                     | 全1公演：10月7日、西麻布 音楽実験室 新世界 |